# Фарли Моуът
Фарли Моуът (на английски: Farley Mowat) е канадски природозащитник, изследовател и писател на произведения в жанра мемоари, приключенски роман, детска литература и документалистика.

## Биография и творчество
Фарли Макгил Моуът е роден на 12 май 1921 г., в Белвил, Онтарио, Канада. Израства в Белвил, Трентън, Уиндхор, Саскатун, Торонто и Ричмънд Хил, тъй като баща му, Енгас Моуът, е библиотекар и работи на различни места.
През 30-те години следва зоология в Университета в Торонто, но не завършва. През лятото на 1939 г., заедно със състудента си Франк Банфийлд, провежда първата си колекционерска експедиция до Саскатун събирайки данни за бозайници и птици, а събраната колекция предават на Кралския музей на Онтарио, за да финансират пътуването си.
През 1940 година постъпва в армията като редник и участва във Втората световна война до 1945 г. на фронтовете в Сицилия и Западна Европа, демобилизирайки се с чин капитан.
В следващите години работи като помощник в експедициите на американския натуралист Франсис Харпър и на Франк Банфийлд, главен мамолог на новосформираната канадска служба за дивата природа. Започна да пише през 1949 г. Следва биология в университета на Торонто и участва в експедиции в Северна Канада.
Първият му роман, „People of the Deer“ (Хората на елена), е издаден през 1952 г. В него представя тежкото положение на канадските инуити. Книгата помага за подобряване на отношенията между канадското правителство и инуитите и го прави литературна знаменитост.
През 1956 г. е издадена книгата му за деца „Lost in the Barrens“ (Изгубен в Барените), за която получава литературна награда. През 1990 г. романът е екранизиран в едноименния филм с участието на Никълъс Шийлдс и Евън Адамс.
След дипломирането си работи като правителствен биолог в Арктика. Изследвайки живота на вълците открива, че те се хранят с мишки и убиват само стари или болни северни елени, поради което не застрашават стадата им. Своите открития представя в книгата си „Не плачи, вълко!“ през 1963 г. През 1983 г. е екранизиран във филма „Не нарочвай вълците“ с участието на Брайън Денехи и Чарлз Мартин Смит.
През 1970 г. е удостоен с наградата „Вики Меткалф“ за литература за юноши, вдъхновяваща младите хора в Канада.
Фарли Моуът е живял на различни места, посетил е почти всяко кътче на Канада, както и много други страни, включително северните области на Сибир. Остава си заклет пътешественик, увлечен страстно по далечните земи и народи.
Негови разкази и статии са публикувани в списанията „The Saturday Evening Post“, „Maclean's“, „Atlantic Monthly“ и други.
Произведенията на писателя са преведени на над 50 езика и са издадени в над 17 милиона екземпляра по света.
Фарли Моуът умира на 6 май 2014 г. в Порт Хоуп, Канада.

## Произведения

### Самостоятелни романи
- People of the Deer (1952)
- Lost in the Barrens (1956)
- The Dog Who Wouldn't Be (1957)
Непоправимото куче, изд.: „Отечество“, София (1990), прев. Юлия Чернева
- Owls in the Family (1961)
- The Curse of the Viking Grave (1966)

### Документалистика
- The Regiment (1955)
- Coppermine Journey (1958)
- The Grey Seas Under (1959)
- The Desperate People (1959)
- Ordeal by Ice (1960)
- The Serpent's Coil (1961)
- The Black Joke (1962)
- Never Cry Wolf (1963)
Не плачи, вълко!, изд.: „Отечество“, София (1981), прев. Соня Кънева, Пламен Тодоров
- Westviking (1965)
- Canada North (1967)
Загадките на Канадска Арктика, изд.: „Литера Прима“, София (2005), прев. Таня Неделчева
- The Polar Passion (1967)
- This Rock Within the Sea (1968) – с Джон де Висер
- The Boat Who Wouldn't Float (1969)
Лодката, която не искаше да плава, изд.: „Георги Бакалов“, Варна (1980), прев. Владимир Ганев и Цветелина Ганева
- Sibir (book) (1970)
- A Whale for the Killing (1972)
Убийте кита!, изд.: Земиздат, София (1989), прев. Владимир Ганев
- Tundra (book) (1973)
- Wake of the Great Sealers (1973) – с Дейвид Блекууд
- The Snow Walker (book) (1976)
- Canada North Now (1976)
Канадският Север днес: голямото предателство, изд.: „Наука и изкуство“, София (1980), прев. Владимир Ганев
- And No Birds Sang (1979) – автобиографичен
И птиците не пееха, изд.: „Партиздат“, София (1984), прев. Соня Кънева
- The World of Farley Mowat (1980)
- Sea of Slaughter (1984)
- My Discovery of America (1985)
- Virunga: The Passion of Dian Fossey (1987)
- The New Founde Land (1989)
- Rescue the Earth! (1990)
- My Father's Son (book) (1992)
- Born Naked (1993)
- Aftermath (1995)
- The Farfarers (1998)
- Walking on the Land (2000)
- High Latitudes (2002)
- No Man's River (2004)
- Bay of Spirits (2006)
- Otherwise (2008)
- Eastern Passage (2010)

### Екранизации
- 1971 Angus – документален
- 1981 A Whale for the Killing
- 1981 Ten Million Books: An Introduction to Farley Mowat – документален
- 1983 Не нарочвай вълците, Never Cry Wolf
- 1990 Изгубени в пустошта, Lost in the Barrens
- 1992 The Curse of the Viking Grave
- 2003 The Snow Walker